# Ocnophiloidea ramale
Ocnophiloidea ramale är en insektsart som först beskrevs av Giglio-Tos 1898.  Ocnophiloidea ramale ingår i släktet Ocnophiloidea och familjen Diapheromeridae. Inga underarter finns listade i Catalogue of Life.